# Zlatni stranački znak
Zlatni stranački znak bio je poseban znak Nacionalsocijalističke stranke. Znak je nosilo prvih 100 000 pripadnika stranke (na poleđini je bio otiskan broj), te drugi individualci kojima je Adolf Hitler dao pravo da nose Zlatni stranački znak. Na poleđini znaka bili su otisnuti inicijali Adolfa Hitlera (AH).
Zlatni stranački znak bio je osnovni znak Nacionalsocijalističke stranke s dodatkom zlatnog vijenca koji je okruživao znak u cijelosti. Znak je dodjeljivan u veličinama: 30.5 mm za uniforme i 24 mm za civile.
Zlatni stranački znak nosio je nadimak "Zlatna fazana", a nositelji ovog znaka su dobivali i veliki ugled kao elitni pripadnici NSDAP-a (Alte Kämpferi - veterani i oni koje je favorizirao Hitler, tj. elitni pripadnici stranke). Nakon što je Hitler došao na vlast 1933., počelo je masovno učlanjivanje u NSDAP. "Zlatna fazana" nije se dodjeljivala olako, jer veliki dio članova NSDAP-a učlanio se u stranku radi oportunizma, a ne zbog ideoloških razloga. Osnovni stranački znak koji je dodijeljen tim članovima sarkastično je nazvan Die Angstbrosche (Znak straha).
Zlatni stranački znak Adolfa Hitlera imao je broj "1". Svoj Zlatni stranački znak dao je Magdi Goebbels (supruga Josepha Goebbelsa) u svome bunkeru nekoliko sati prije smrti. Ona je to nazvala Najvećom čašću koji jedan Nijemac može primiti. Postala je nositeljicom Hitlerova Zlatnog stranačkog po zasluzi "Najveće majke Reicha".
Zlatni stranački znak "1" ukaredn je s izloga u Rusiji. Stražari su mislili da je provalnik koji je isključio alarme bio mačka, te su mu dopustili da pobjegne.
Jedini koji su radili Zlatni stranački znak bili su Joseph Fuess i Deschler & Sohn, a nalaze se u Münchenu.

## Poznati nositelji
- Adolf Hitler
- Joseph Goebbels
- Hermann Goering
- Heinrich Himmler
- Reinhard Heydrich
- Rudolf Hess
- Karl Hanke
- Wilhelm Keitel
- Richard Darré
- Joachim von Ribbentrop
- Viktor Lutze
- Hans Frank
- Konstantin von Neurath
- Franz Xaver Schwarz
- William Shepman
- Ernst Röhm
- Erhard Milch
- Franz Xaver Ritter von Epp
- Theodor Eicke
- Artur Axmann
- Alfred Meyer
- Otto-Heinrich Drechsler
- Heinrich Lohse
- Robert Ley
- Odilo Lotario Globocnik
- Max Amann
- Philippe Buhler
- Karl Wahl
- Walther Funk
- Otto Georg Thierack
- Hans Heinrich Lammers
- Franz Gurtner
- Arthur Seyss-Inquart
- Erich Raeder
- Eduard Dietl
- Ferdinand Schemer
- Ernst Kaltenbrunner
- Hans Guenther
- Hans Pryuttsman
- Kurt Daluege
- Paul Hausser
- Josef Dietrich
- Horst Wessel
- Karl Doenitz
- Walther von Brauchitsch
- Werner von Blomberg
- Lothar Rendulić
- Erich von dem Bach
- Magda Goebbels
- Albert Speer
- Arthur Greiser